# Буреев, Василий Ефимович
Василий Ефимович Буреев (1825 — 25 сентября 1888)— самарский городской голова (февраль 1871—май 1873).

## Биография
Родился в православной купеческой семье. Уже в 19 лет стал купцом 3-й гильдии. Все его ближайшие родственники принадлежали к купеческому сословию. Неудивительно, что и Василий Ефимович также избрал своим основным занятием торговлю. Однако по уровню образованности Буреев-младший изначально превзошёл своих родителей: он сумел окончить курс в Самарском народном уездном училище.
В 1844 году Василий Ефимович приобрёл у графини Александры Толстой дворовое место, где в 1851 году построил 2-х этажный каменный дом.
11 сентября 1848 года скончался отец Василия и ему досталось наследство, которое он должен был распределить между членами своей семьи.
В 1849—1856 гг. Буреев сделал пожертвования Успенской и Преображенской церквям по просьбе своего отца.
15 июля 1859 года Василий Ефимович был награжден золотой медалью на Станиславской ленте «За заслуги по духовному ведомству»
11 марта 1858 года за пожертвование на военные надобное его наградили бронзовой медалью на Аннинской ленте.
.В 1860-х гг. Василий Ефимович становиться купцом 1-й гильдии.

## Работа и общественная деятельность
С 9 апреля 1852 г. по 1859 г. Буреев служил казначеем и директором попечительского о тюрьмах комитета. С тех пор забота о тюрьмах стала одной из его самых главных задач. Помимо службы по тюремной части, Василий Ефимович занимался общественной деятельностью и благотворительностью. Параллельно он работал в попечительском совете при больнице приказа общественного призрения.
3 февраля 1871 года Буреев стал Городским головой
Пользуясь положением городской городского головы, Василий Ефимович активно развивал свой бизнес. В 1864 г. на условиях 99 лет оброка Бурееву выделили участок городской земли на берегу Волги площадью около 0,9 квадратного километра. На этой территории купец вскоре построил собственный пивоваренный завод. Однако из-за ухода с должности городского головы в мае 1873 года он, видимо, потерял права на участок земли с пивзаводом, который, судя по всему, был передан в собственность города.
Позже на этом участке Альфредом Филипповичем фон Вакано был построен Жигулёвский пивоваренный завод, существующий до сих пор.

## После ухода с должности
После окончательного ухода с должности городского головы в 1873 г. В. Е. Буреев продолжал заниматься предпринимательской деятельностью. Второй свой дом, в 3-й части Самары, он сдавал под помещение одной из тюрем, которая упоминалась в документах 1870—1879 гг. Кроме того, Василий Ефимович был владельцем двух фруктовых садов и каменной лавки в 1-й части Самары.

## Награды
31 мая 1855 года Василий Ефремович получил серебряную шейную медаль на Станиславской ленте за службу в Тюремномкомитете.
11 марта 1858 года он был награждён темно-бронзовой медалью на Анненской ленте в честь Восточной (Крымской) войны 1853—1856 гг. за свои пожертвования «на военные надобности».
19 мая 1859 г. награждён золотой шейной медалью на Станиславской ленте. В 1856 г. на его деньги в Успенском храме был сооружен новый иконостас.